# Пригушница
Пригушница је калем направљен да има велику реактансу за одређену фреквенцију. Она је индуктивност која изолује наизменичне струје од одређених делова радио електричних кола. Принцип рада пригушнице се заснива на самоиндукцији. Могу се користити да блокирају наизменичну струју док пропуштају једносмерну. Пригушни намотаји су корисни и код спречавања електромагнетних интерференција и радио интерференција које долазе преко електродистрибутивне мреже и за заштиту електронске опреме.

## Типови и конструкција
Пригушнице које се користе у радио електричним колима се могу поделити на оне за звучне (аудио) фреквенције и за радио фреквенције.
Пригушнице за аудио фреквенције имају феромагнетно језгро да би се тако повећала њихова индуктанса.
Пригушнице за више фреквенције (феритне пригушнице) имају феритна језгра. А пригушнице за веома велике фреквенције имају ваздушна језгра.